# ギョクシンカ
ギョクシンカ Tarenna kotoensis (Hayata) Kaneh. et Sasaki はアカネ科の植物の1つ。クチナシに似た低木でやや小さな白い花を纏めてつける。

## 特徴
常緑性の低木ないし小高木。樹高は1.5～3mほどになる。枝には伏せた短い毛が密生している。葉は対生につき、基部には托葉がある。托葉は広三角形で先端は細く突き出して尖り、長さは3～10mm。葉柄は長さが1～2.5cmで、短い伏せた毛が密生する。葉身は長楕円形から楕円形をしており、長さは6～20cm、幅は2.5～9cm、先端は突き出して尖り、基部側は次第に狭まって鋭角に終わる。葉の思えて側には毛がないが、裏面には短い伏せた毛が疎らにあり、特に葉脈の上には多い。なお植物体は乾くと黒くなる。
花期は5～8月。枝の先端に集散花序の形でまばらに多数の花をつける。花序の軸には短い伏せた毛が疎らにかあるいは密集して生えている。花柄は長さが5～10mm。学の基部側は筒状になっており、その長さは1～2mm、短く伏せた毛が疎らにあり、その先は浅く5つに裂けている。この裂片は幅広い三角形をしていて長さは0.5mm、先端は鈍く尖る。花冠は白く、基部は釣り鐘状になっていてその長さは3～5mm、直径は1～1.5mmで、その外面には毛はなく、内側にはその上部に柔らかい毛が疎らにある。花冠の先の部分は5つに裂け、その裂片は広線形から狭楕円形をしており、先端は丸くなっていて長さは7～8mm、幅1.5～2.5mm。雄しべは花筒の上部に付いていて4ないし5本、雌蕊は線形で長く突き出している。雄しべは長さ6～7mm、雌蕊の花柱は長さが12～15mmで、下側の1/3には短い上向きの毛が疎らにあり、上側の2/3はやや太くなっていて毛がない。液果は球形で径8mm、熟すと黒くなり、その内部に4～6個の種子がある。種子は長さが約4mm。
名前の意味については牧野原著(2017)には玉心花で、白い花を白玉にたとえている、との説が示されているが、『と思われ』『のであろう』と2重に推定の言葉を重ねているあたり、確信はなさそうである。

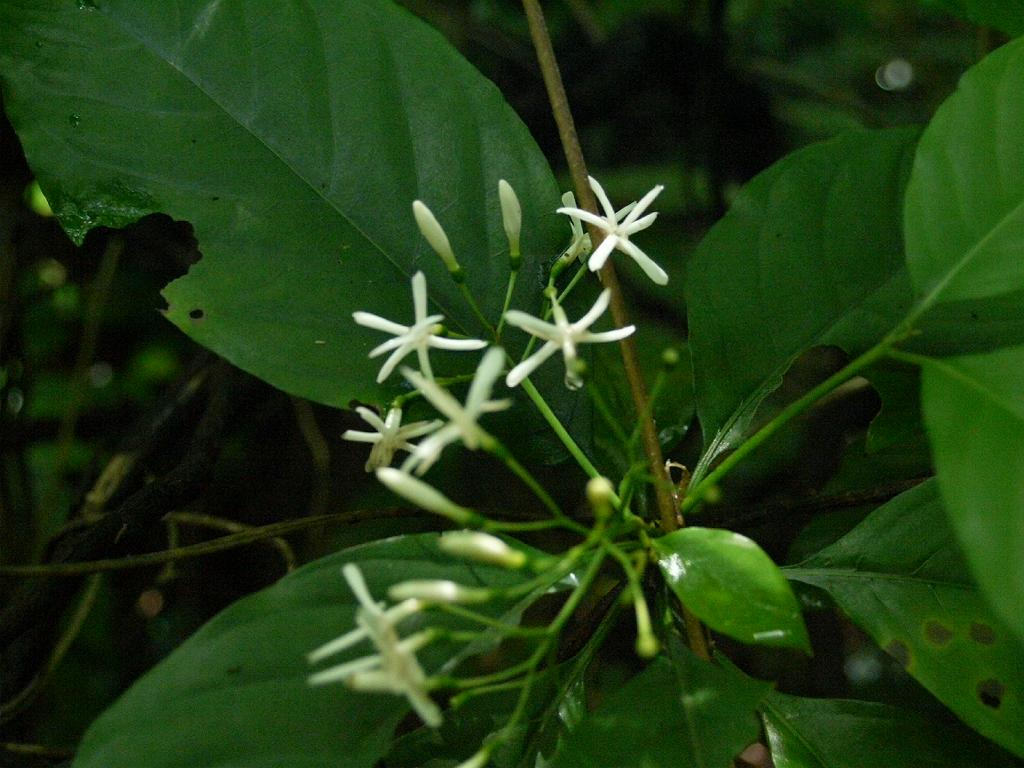
花序の拡大像

## 分布と生育環境
日本では九州の中部以南、南西諸島に分布し、国外では台湾の南端域と蘭嶼、緑島
に知られる。
森林内に生える。

## 分類など
本種の属するギョクシンカ属にはアフリカ、アジア、オーストラリア、太平洋諸島の熱帯から亜熱帯にかけて約200種が知られるが、日本には本種の他には以下の1種のみがある。
- T. subsessilis シマギョクシンカ

この種は本種に比べて葉柄が短くて葉身の基部が円形で、また花序の柄も短くて花を密生させる点で異なり、またこの種は小笠原諸島の固有種である。
なお、本種は従来は T. gracilipes の学名を当てていた。上掲の現在の学名は元々は台湾の蘭嶼産のものに基づいており、日本のものより葉幅が広いことで区別されていた。また八重山諸島のものはヤエヤマギョクシンカ T. gracilipes var. yaeyamensis として変種に扱われ、これはそれ以北のものに蘭嶼のものの遺伝形質が混じったものの可能性が指摘されている。現在ではこれらの差異は見なくてよい、との判断になっているようで、大橋他編(2017)ではこれらについての言及はない。

## 保護の状況
環境省のレッドデータブックでは指定がなく、県別では佐賀県で絶滅危惧I類、長崎県で準絶滅危惧の指定がある。